# Casa Bianca (Biškek)
La Casa Bianca (in russo Белый дом?, Belyj dom) è il palazzo presidenziale del Kirghizistan situato nel centro della capitale, Biškek.

## Storia
L'edificio fu commissionato nel 1976 come sede del Comitato Centrale del Partito Comunista. La costruzione è durata otto anni ed è stata completata nel 1985. È stato presumibilmente in questo edificio che Askar Akayev ha studiato la situazione durante il crollo del comunismo.
La rivoluzione dei tulipani si riferisce a una serie di proteste che alla fine hanno rovesciato il presidente Askar Akayev e il suo governo. Il 24 marzo 2005, le proteste si sono estese a Bishkek, dove una grande folla di decine di migliaia di persone si è radunata fuori dalla Casa Bianca. Quando le forze di sicurezza e i manifestanti filo-governativi hanno iniziato a respingere un certo numero di manifestanti in prima fila, la folla principale dietro di loro ha stretto i ranghi e un gran numero di protestanti ha spazzato via le forze di sicurezza e ha fatto irruzione nella sede del governo. Proprio quando sembrava essere stato raggiunto un compromesso tra i manifestanti e i servizi di sicurezza, un'accusa montata dalla cavalleria del governo ha disperso la folla. Il presidente Akayev ha sfruttato questo tempo per fuggire con la sua famiglia in elicottero in Kazakistan, da dove è poi volato a Mosca.
Nel 2010, l'edificio è diventato il centro della rivoluzione. Il 7 aprile, i manifestanti a Biškek hanno riempito piazza Ala-Too e circondato la Casa Bianca. La polizia inizialmente ha utilizzato metodi non letali come i gas lacrimogeni, ma dopo che due camion hanno tentato di abbattere il cancello, sono state usate munizioni. Almeno quarantuno manifestanti furono uccisi nello scontro che ne seguì. Dopo che le proteste si sono placate, l'edificio è stato rilevato dal governo provvisorio. All'indomani dei disordini, è stato stabilito che un incendio che ha colpito l'edificio aveva distrutto i documenti che si trovavano nell'edificio. Questa distruzione probabilmente fu complicata per il perseguimento dell'ex presidente Kurmanbek Salieviç Bakiev.